# Datchworth
Datchworth – wieś w Anglii, w hrabstwie Hertfordshire. Leży 8 km na północny zachód od miasta Hertford i 39 km na północ od centrum Londynu.